# Amerotyphlops tenuis
Espèce
Synonymes
- Typhlops tenuis Salvin, 1860
- Typhlops basimaculatus Cope, 1867
- Typhlops perditus Peters, 1869
- Typhlops praelongus Müller, 1885

Statut de conservation UICN

 LC  : Préoccupation mineure
Amerotyphlops tenuis est une espèce de serpents de la famille des Typhlopidae. 

## Répartition
Cette espèce se rencontre au Mexique au Veracruz, en Oaxaca, au Tabasco et au Chiapas et au Guatemala.

## Publication originale
- Salvin, 1860 : On the reptiles of Guatemala. Proceedings of the Zoological Society of London, vol. 1860, p. 451-461 (texte intégral).